# 坂上瀧守
坂上 瀧守（さかのうえ の たきもり）は、平安時代初期から前期にかけての貴族。大和守・坂上鷹養の孫。正六位上・坂上氏勝の子。官位は従四位下・大和守。

## 経歴
幼い頃より武芸に親しみ弓馬を習得するが、特に歩射に優れた。
仁明朝の承和10年（843年）官途に就いて左近衛将曹に任ぜられる。節会で歩射・騎射の双方をたびたび披露した。文徳朝に入ると仁寿年間初頭（851年ごろ）に左近衛将監に昇進。文徳朝末の斉衡4年（857年）従五位下に叙爵し、翌天安2年（858年）左馬助に任ぜられるが、同年中に伯耆介、次いで駿河介と地方官に転じた。
清和朝に入っても、貞観2年（860年）山城介、貞観4年（862年）正月に武蔵介と地方官を歴任する。同年2月に右兵衛権佐に任ぜられて京官に復し、貞観8年（866年）従五位上・右近衛少将に昇進する。
貞観11年12月（870年1月）に北九州地方を荒す新羅の海賊対策のために大宰少弐を兼ね、近衛少将のまま大宰府警固を担当する。警固の任務に就くにあたって、瀧守は以下の通り要員の増強を奏言し許されている。
- 博多は他国から多数の船舶が往来する港であり、西国警固の要所である。しかし、鴻臚館から2駅離れており、急に出兵が必要な事態に対しての備えが難しい。そのため、鴻臚館から統領1人・選士40人・甲冑40具を移し設置したい。また、従前からの選士100人は毎月当番で警固を行っており、通常の要員で不意の事態に備えている。しかし、危急の事態が発生した場合の対応に困難が想定される。そこで、定例の警固要員のほかに、統領2人・選士100人を追加で設置したい。

貞観14年（872年）大宰大弐に昇格する。貞観16年（874年）大宰府警固の任を解かれて帰京して、左近衛権少将に任ぜられ、清和朝末の貞観18年（876年）には正五位下に昇叙された。
元慶3年（879年）従四位下・陸奥守に叙任されるが遙任で務め、翌元慶4年（880年）大和守として任国に赴任し、任地で没したとされる。元慶5年（881年）11月9日卒去。享年57。最終官位は従四位下行大和守。
貞観年間に枯れた宮中の左近桜を根から生じた芽から復活させたとの逸話がある。

## 官歴
『六国史』による。
- 承和10年（843年） 日付不詳：左近衛将曹
- 仁寿年間初頭：左近衛将監
- 時期不詳：正六位上
- 斉衡4年（857年） 正月7日：従五位下
- 天安2年（858年） 2月5日：左馬助。3月24日：伯耆介。5月21日：駿河介
- 貞観2年（860年） 正月16日：山城介
- 貞観4年（862年） 正月13日：武蔵介。2月14日：右兵衛権佐
- 貞観5年（863年） 3月28日：次侍従
- 貞観8年（866年） 正月7日：従五位上。正月13日：右近衛少将兼阿波介
- 貞観11年（869年） 12月13日：兼大宰権少弐、阿波介如故
- 貞観14年（872年） 2月29日：兼大宰大弐
- 貞観16年（874年） 日付不詳：左近衛権少将
- 貞観18年（876年） 日付不詳：正五位下
- 貞観19年（877年） 日付不詳：兼近江介
- 元慶3年（879年） 正月7日：従四位下。日付不詳：陸奥守
- 元慶4年（880年） 日付不詳：大和守
- 元慶5年（881年） 11月9日：卒去（従四位下行大和守）